# 张进 (1920年)
张进（1920年—2000年），山东人，中国人民解放军开国大校。

## 生平
1938年参加八路军，1938年加入中国共产党。历任八路军排长、连长、作战参谋、作战股长、团参谋长、团长。
抗战胜利后挺进东北，历任东北民主联军司令部作战科科长、东北民主联军铁道司令部参谋长后兼军法处长，东北护路军参谋长，东北军区第2炮兵指挥所参谋处长。
1949年后，任中国人民解放军炮兵第2师参谋长。1950年任中国人民志愿军炮兵第2师参谋长。归国后任炮兵第5师参谋长、副师长兼参谋长。东北军区炮兵司令部作战处长，沈阳军区炮兵副参谋长、参谋长。
1955年授予炮兵上校军衔，1960年晋升炮兵大校军衔。获二级独立自由勋章、二级解放勋章。